# Okrug Donji
Okrug Donji – wieś w Chorwacji, w żupanii splicko-dalmatyńskiej, w gminie Okrug. W 2011 roku liczyła 268 mieszkańców.